# Benešov nad Ploučnicí (nádraží)
Benešov nad Ploučnicí je železniční stanice v západní části města Benešov nad Ploučnicí v okrese Děčín v Ústeckém kraji nedaleko řeky Ploučnice. Leží na jednokolejných neelektrizovaných tratích Děčín–Rumburk a Benešov nad Ploučnicí – Česká Lípa.

## Historie
Stanice byla otevřena 16. ledna 1869 společností Česká severní dráha (BNB) na trati z Děčína do Jedlové. Stavbu trati a železničních budov prováděla firma Vojtěcha Lanny, dle typizovaného předpisu drážních budov BNB. 14. července 1872 otevřela BNB dráhu z Benešova do České Lípy, kam od roku 1867 vedla dráha z Bakova nad Jizerou, do Děčína.
Po zestátnění BNB v roce 1908 pak obsluhovala stanici jedna společnost, Císařsko-královské státní dráhy (kkStB), po roce 1918 pak správu přebraly Československé státní dráhy.

## Popis
Nachází se zde jedno úrovňové jednostranné nástupiště (u budoy) a jedno poloostrovní nástupiště s přístupem centrálním přechodem přes dvě koleje.